# Parahormius maculipennis
Parahormius maculipennis är en stekelart som beskrevs av Granger 1949. Parahormius maculipennis ingår i släktet Parahormius och familjen bracksteklar. Inga underarter finns listade i Catalogue of Life.